# Santo Tomas (La Union)
Santo Tomas is een gemeente in de Filipijnse provincie La Union in het noordwesten van het eiland Luzon. Bij de laatste census in 2007 had de gemeente bijna 34 duizend inwoners.

## Geografie

### Bestuurlijke indeling
Santo Tomas is onderverdeeld in de volgende 24 barangays:
| - Ambitacay - Bail - Balaoc - Balsaan - Baybay - Cabaruan - Casantaan - Casilagan - Cupang - Damortis - Fernando - Linong | - Lomboy - Malabago - Namboongan - Namonitan - Narvacan - Patac - Poblacion - Pongpong - Raois - Tubod - Tococ - Ubagan |

## Demografie
Santo Tomas had bij de census van 2007 een inwoneraantal van 33.604 mensen. Dit zijn 2.400 mensen (7,7%) meer dan bij de vorige census van 2000. De gemiddelde jaarlijkse groei komt daarmee uit op 1,03%, hetgeen lager is dan het landelijk jaarlijks gemiddelde over deze periode (2,04%).